# Parole Trixi
Parole Trixi war eine in Hamburg gegründete Band. Inspiriert von der US-amerikanischen Riot-Grrrl-Bewegung spielte Parole Trixi deutschsprachige Rockmusik mit sowohl punkigem als auch avantgardistischen Einschlag.

## Geschichte
Die Band entstand im Herbst 1998. Die ehemalige Spex-Journalistin Sandra Grether litt während ihrer Zeit bei der Spex unter Magersucht und fühlte sich irgendwann nicht mehr wohl in der Redaktion. Um einen Trennungsstrich zu ziehen, zog sie nach Hamburg. Grether traf in einer Hamburger Szenebar den Schlagzeuger Elmar Günther. Gemeinsam mit der ehemaligen Lassie-Singers-Sängerin Almut Klotz und der ehemaligen Fünf-Freunde-Schlagzeugerin Sandra Zettpunkt war das erste Line-up komplett, und es wurde bereits im Frühjahr 1999 die erste Tournee durch fünf Länder absolviert; sie war gleichzeitig auch eine Lesetour, wo eigene Riot-Grrrl-inspirierte Manifeste und Texte vorgetragen wurden.
Musikalisch orientierte sich die Gruppe von Beginn an an den „Riot Grrrls“, also z. B. an den Bands Sleater-Kinney und Hole, sowie an deutschsprachigen poetischen Acts wie Blumfeld, die im gleichen Gebäude wie Parole Trixi ihren Proberaum hatten, und Ideal. Parole Trixi legten Wert auf lyrische Texte, „wilde Messages“ und ausufernde Gitarrensoli. Nach Almut Klotz’ baldigem Ausscheiden kam Christine Schulz als Gitarristin in die Band.
Bassistin Sandra Zettpunkt wurde bald ersetzt durch Jule Kruschke (später eine renommierte Comic-Zeichnerin); diese wurde ihrerseits nach zwei Jahren von der vormaligen Schlampen-ficken-besser-Sängerin und -Gitarristin Cordula Ditz ersetzt.
Mit dem Line-up Sandra Grether, Elmar Günther, Christine Schulz und Cordula Ditz veröffentlichte die Band ihr Album Die Definition von Süß auf Alfred Hilsbergs Label What’s So Funny About. Das Album wurde von Bernadette La Hengst und Peta Devlin (beide Die Braut haut ins Auge) produziert. La Hengst spielte auch Orgel auf dem Album. Ein Gastauftritt auf dem Album hat der Tocotronic-Sänger Dirk von Lowtzow, der im Refrain des Songs Mutter mitsingt, sowie Pascal Fuhlbrügge, der die Orgel bei Der Igelsong bediente.
Ihr Zeichentrick-Animations-Video zu der Single Seid gegrüßt lief regelmäßig auf Viva und Vivaplus. Die Refrain-Zeilen des Songs lautet: „Seid gegrüßt, junge Frauen von heute / ich hoffe, irgendwann bereut Ihr's / wenn alles, was Ihr seht, / nur noch aus Klischees besteht“.
Das Album stieß auf ein gemischtes Presseecho. Alex Bohn schrieb in der Jungle World:

„Dabei drängt sich das Urteil »völlig überflüssig« bei der ersten Begutachtung von »Die Definition von Süß« förmlich auf. (…) Vergesst das Platteninfo. Parole Trixi machen Musik. Mehr nicht. Aufregende Musik.“

Dagegen schrieb Thomas Kerpen im Punk-Magazin Ox:

„Musikalisch könnte man ja noch ein Auge zudrücken, aber der ‚Gesang‘ der Grether geht einem sehr schnell auf die Nerven – was wahrscheinlich sogar beabsichtigt ist –, denn auch Nicht-Singen will gelernt sein. (…) Das Schlimmste an dieser Platte ist aber ihre bisherige Rezeption, die fast an Arschkriecherei grenzt. Man muss irgendwelchen schlauen Journalisten wohl nur ein paar Stichworte hinwerfen und schon glaubt jeder, er hätte hier das nächste große Popkultur-Ding an der Hand, an dem er sich dann gründlich abarbeiten kann.“

In der Visions beschrieb Andreas Kellner die Musik folgendermaßen:

„Drei Frauen plus Schlagzeuger poltern wütend und donnernd die ungestümen Instrumente durch sperrige Landschaften und Rhythmen, schaffen den Raum, den die engagierten, vom Leben erzählenden Lieder brauchen. Und das Leben ist schlecht, also kann authentische Musik wohl auch nicht schön klingen. Intensiv wie nervend, poetisch wie bitterlich lärmend. Ob dies letztlich ein ästhetisches oder politisches Konzept oder einfach nur Spaß bei Parole Trixi ist, bleibt offen. Forderungen gibt es. Und herausfordernd bzw. schwerverdaulich ist ‚Die Definition von süß‘ allemal.“

Parole Trixi spielten von 1999 bis 2004 zahlreiche Liveauftritte, unter anderem mit Tocotronic, Blumfeld, Surrogat, Le Tigre, Blackmail und Tomte.
Die Abschiedstour von Parole Trixi fand unter dem Motto „Girls Got Rhythm“ statt, die gemeinsam mit den Bands Schlampen ficken besser und TGV sowie einem Leseprogramm von Sandra Grethers Schwester Kerstin durch 15 Städte führte; es wurde eine Abschiedssingle mit dem Song Lipstick Blues (Girls Got Rhythm, 7" EP) veröffentlicht.
Das Abschiedskonzert der Band fand am 27. Februar 2004 im Hamburger Knust statt. Die Auflösung der Band wurde unter das Motto „Mission erfüllt!“ gestellt. Der Auftritt erfolgte im Rahmen der Sampler-Releaseparty des Projektes sistars** des Hamburger Frauenmusikzentrums fm:z mit unter anderem Coacherin Pyranja.

## Stilrichtung
In einem Interview erzählte Sandra Grether, wie es sich in der ersten Hälfte der 2000er Jahre angefühlt hat, in Deutschland die amerikanische Riot-Grrrl-Bewegung in eine eigene Sprache und eine eigene Musik zu übersetzen und auf hiesige Verhältnisse zu übertragen. Sie bezeichnet Parole Trixi als „utopistischen Entwurf“. Dabei sei es ihr immer wichtig gewesen, so viele Mädchen und Frauen wie möglich zu unterstützen. Zusammen mit ihrer Zwillingsschwester Kerstin Grether informierte sie in der Zeitschrift Spex über die dritte Welle des Feminismus und die vielfältigen Netzwerke, die dadurch für junge Frauen plötzlich in Europa und Nordamerika entstanden seien.
Parole Trixi zeichnete sich durch eine sehr individuelle Ausgestaltung der Riot-Grrrl-Idee aus und wurde unter anderem in der Spex als „die einzig wahre deutschsprachige Riot-Grrrl-Band“ bezeichnet.

## Diskografie
Alben
- 2002: Die Definition von Süß (What’s So Funny About / Indigo)

Beiträge zu Kompilationen
- 1998: Stolz und Vorurteil – A Compilation of Female Gesang, Gitarren und Elektronik (Flittchen Records)
- 2003: Girls Got Rhythm (7″-EP, What’s So Funny About)